# 2227 Отто Струве
2227 Отто Струве (2227 Otto Struve) — астероїд головного поясу, відкритий 13 вересня 1955 року.
Тіссеранів параметр щодо Юпітера — 3,613.